# Vicente Martínez (compositor)
Vicente Martínez (Torremocha de Jiloca, c. 1736 - Albarracín, julio de 1801) fue un compositor y maestro de capilla español activo en la Catedral de Albarracín.

## Vida
Con toda probabilidad se formó en el coro de infantes de la Catedral de Teruel, bajo el magisterio de Luis Pastor. Estudió la carrera sacerdotal mientras perfeccionaba sus conocimientos musicales.
El musicólogo Saldoni da como fecha de toma de posesión del cargo de maestro de capilla de la Catedral de Albarracín por Vicente Martínez el 19 de junio de 1764.  La fecha parece adecuada, ya que el 3 de octubre «se presentó en el beneficio de Mtro. de Capilla y se le perpetuó para poder ordenar a Vicente Martínez». Martínez tendría alrededor de 27 o 28 años cuando se hizo cargo de la maestría y dirigió la capilla durante 29 años, dándole un momento de esplendor litúrgico.
Permaneció en el cargo hasta principios de 1793, retirándose por razones desconocidas. Saldoni da como sucesor de Martínez al tenor Antonio Sambola; dato equivocado, ya que el 2 de julio de 1784 Martínez todavía era maestro de capilla y el 19 de agosto nombraban a Antonio Sebastián bajonista y a Antonio Sambola tenor. Antonino Sámbola en 1792 pasaría a tener el mismo cargo de tenor en la capilla de la Catedral de Lérida y no el cargo de maestro de capilla como afirma Saldoni.
Su fallecimiento debió ser hacia finales de julio de 1801, ya que el 1 de agosto se multó al maestro de capilla en ese momento, Joseph Teixidor, por no asistir al entierro:

[...] se leyó un memorial presentado por el Maestro de Capilla en el cual expresaba que el Señor Deán le había impuesto dos multas, la una por no haber asistido al entierro de mosén Vicente Martínez, beneficiado de esta iglesia, y la otra por no haber tomado providencia para la Capilla que debía haber el día de S. Ignacio en la misa conventual.
Actas capitulares de la Catedral de Albarracín, 1 de agosto de 1801

Las actas capitulares mencionan en diversas ocasiones a Martínez durante su larga maestría. El 26 de abril de 1766 fue reprendido por haber compuesto unas «cantadas poco decentes»:

[...] pedir al Sr. Magistral se sirva componer unas letrillas para cantarlas en cortejo a su lima, en la plaza la tarde de su entrada en tono de arias o villancico compuestas en solfa por el Mtro. de Capilla, a quien se mande resida en el coro por espacio de un mes, sin distribuciones, por haber cometido el exceso de componer para dicho fin unas cantadas poco decentes y fuera del caso y no haber pedido licencia al Deán quien deberá primero verlas y aprobarlas, como es obligación de todos los Maestros de Capilla
Actas capitulares de la Catedral de Albarracín, 26 de abril de 1766

La multa le fue perdonada «para estimularlo a la perfecta composición de los villancicos para la entrada del
Señor Obispo». Pero no parece que escarmentara, ya que el 24 de febrero de 1772 se le volvía a amonestar por su falta de respeto frente al cabildo, «[...] que se prevenga igualmente al Bajonista, Thenor y Maestro de Capilla, para que en adelante hablen de las resoluciones del Cabildo con el respeto que esto merece [...]». Un año después, en octubre de 1773, hubo más problemas, cuando algunos músicos se quejaron al cabildo por no haber cobrado, «[...] en vista del memorial presentado por el Sochantre mayor, Corneta y Contralto, en el sentido de que nada se les había repartido a estos de lo ganado en fiestas de Moscardón y percibido por los cinco restantes músicos de la Capilla, a saber el Maestro de ella, Sochantre Puerto, Tenor, Bajón y Organista, como se les tenía mandado [...]»; por lo que se tomaron las siguientes resoluciones:

[se] acordó mandar y mandó para lo sucesivo: Que los Sochantres cada uno en su semana, antes de comenzar el coro, registren los libros corales pertenecientes al respectivo canto; cuya omisión será multada con la pena de cuatro reales. Que el Maestro de Capilla en adelante tome a los Infantes sus lecciones en la sacristía de las Almas, por ser este el estilo que se ha de observar y debe observarse en la Iglesia. Que no componga villancicos, ni otro papel de solfa, sino precisamente con arreglo a los instrumentos que tiene y usa esta Iglesia. Que recoja y presente en su Archivo todos los papeles de solfa, que pertenecen, y son propios de la misma. Y hecho sea el nuevo inventario de ellos, en adelante para hacer uso de los mismos, tomará antes la licencia del Sr. Chantre, y en su defecto, del Sr. Presidente, dejando recibo de los que extrajere al Mtro. Racional. Que no pueda usar de otros papeles en función alguna, fuera de las de la Iglesia, sin obtener antes licencia de los otros. Que admita y no impida al Animero el asistir a la Capilla, respecto de tener para ello expresa licencia; y practicará lo mismo con cualquiera que en adelante la tuviese: y quedará entendido que la omisión de cualquiera de los sobredichos puntos se multará con la pena de cuatro reales o como mejor pareciese. Y se le encarga que entre año se aplique a trabajar una u otra obrilla conveniente a la Capilla y a los instrumentos que la Iglesia usa. Así mismo acordó, que los músicos en ningún caso hagan uso de los instrumentos que son de la Sta. Iglesia fuera de sus funciones, sin obtener antes para ello la debida licenci, lo cual se les prohibe bajo la otra pena de los cuatro reales [...] Se acordó [...] que el Bajonista, en adelante, no taña en esta Sta. Iglesia otro alguno instrumento que el bajón, lo que se le prohibe bajo la mencionada pena de cuatro reales, en atención a haberse negado al Sr. Deán a tañer el violin en las antecedentes fiestas de Navidad, y respecto de que el Tenor está admitido con el agregado de violin, nunca podrá excusarse de tañerlo sin incurrir en la pena que mejor pareciese imponerle. Todo lo cual se les hizo saber
Actas capitulares de la Catedral de Albarracín, 3 de enero de 1774

En 1779 volvió a ser amonestado, «[...] que cuide de los infantes y les dé licción en la sacristía vieja y cumpla con su obligación y que si no lo hace, se dará este cargo a otro.» En 1785 volvió a haber problemas con el cabildo, ya que Martínez se aprovechaba de la dispensa de asistencia a coro que tenía para componer villancicos para descuidar sus obligaciones, sobre todo en lo referente a la enseñanza de los infantes: «[...] que cumpla exactamente con todo lo perteneciente a su ministerio, especialmente en la enseñanza de los infantes y deberá emplear, al menos, una hora cada día.»

## Obra
Martínez fue un compositor muy prolífico, sobre todo en la composición de villancicos. Entre sus composiciones figuran: dos laudates, una sequentia del Espíritu Santo, otra sequentia del Corpus Christi, varias misas, cinco lamentaciones, un adjuvamus, 124 cantatas y varios villacicos, etc., composiciones que se guardan en el templo donde fue maestro de capilla.